# Oberuckersee (Gemeinde)
Oberuckersee ist eine Gemeinde im Landkreis Uckermark in Brandenburg (Deutschland). Sie gehört dem Amt Gramzow an.

## Geografie
Die uckermärkische Moränenlandschaft im und um das Gebiet der Gemeinde Oberuckersee ist durch die Eiszeit geprägt worden. Die zurückweichenden Eismassen hinterließen ein hügeliges Flachland, das mit vielen Seen übersät ist (siehe Uckermärkische Seen). Diese Seen sind die Überbleibsel von Resteisbeständen, die beim Abtauen in den Mulden und Senken größere Wassermassen sammelten. Viele zurückgebliebene Felsblöcke, sogenannte Findlinge, sind ein Beleg für die gewaltigen Eisbewegungen vor 15.000 Jahren.
Einer der größeren Seen der Umgebung – der Oberuckersee, der von der Ucker durchflossen wird – war Namensgeber der 2001 neu entstandenen Gemeinde, die sich halbkreisförmig um den See erstreckt.
Der außergewöhnliche Reichtum an Seen ist ein besonderes Charakteristikum der Jungmoränenlandschaft im Nordosten Brandenburgs.

## Gemeindegliederung
Die Gemeinde Oberuckersee besteht aus den Ortsteilen
- Blankenburg
- Potzlow
- Seehausen
- Warnitz

Hinzu kommen die Wohnplätze Berghausen, Brandmühle, Dreiecksee, Forsthaus Warnitz, Grünheide (bis 1951 Wedelsberg), Heidehof, Hügelhof, Melzow, Neuhof, Potzlow Abbau, Potzlow Ausbau, Quast, Strehlow, Strehlow Vorwerk, Trumpf sowie Turnersruh.

## Geschichte
Blankenburg, Seehausen und Warnitz gehörten seit 1817 zum Kreis Angermünde, Potzlow zum Kreis Templin in der preußischen Provinz Brandenburg. 1952 wurden die vier Orte in den Kreis Prenzlau im DDR-Bezirk Neubrandenburg eingegliedert. Seit 1993 liegen sie im brandenburgischen Landkreis Uckermark.
Die Gemeinde Oberuckersee entstand am 31. Dezember 2001 aus dem Zusammenschluss der bis dahin selbstständigen Gemeinden Blankenburg, Potzlow, Seehausen und Warnitz.

## Bevölkerungsentwicklung
| Jahr | Einwohner |
| ---- | --------- |
| 2001 | 1 956     |
| 2005 | 1 937     |
| 2010 | 1 763     |
| 2015 | 1 698     |
| 2020 | 1 635     |

| Jahr | Einwohner |
| ---- | --------- |
| 2021 | 1 630     |
| 2022 | 1 617     |
| 2023 | 1 590     |
| 2024 | 1 589     |

Gebietsstand des jeweiligen Jahres, Einwohnerzahl: Stand 31. Dezember, ab 2011 auf Basis des Zensus 2011, ab 2022 auf Basis des Zensus 2022

## Politik

### Gemeindevertretung
Die Gemeindevertretung von Oberuckersee besteht entsprechend der Einwohnerzahl der Gemeinde aus 12 Gemeindevertretern und dem ehrenamtlichen Bürgermeister. Die Kommunalwahl am 9. Juni 2024 führte bei einer Wahlbeteiligung von 77,8 % zu folgendem Ergebnis:
| Partei / Wählergruppe             | Stimmenanteil 2019 | Sitze 2019 |        | Stimmenanteil 2024 | Sitze 2024 |
| --------------------------------- | ------------------ | ---------- | ------ | ------------------ | ---------- |
| AfD                               | –                  | –          | 19,3 % | 2                  |            |
| Mittelpunkt der Uckermark         | 21,4 %             | 3          | 17,7 % | 2                  |            |
| Einzelbewerber Daniel Ruff        | –                  | –          | 17,5 % | –                  |            |
| Zukunft Oberuckersee              | 34,8 %             | 4          | 11,4 % | 2                  |            |
| Wählervereinigung Oberuckersee    | 17,4 %             | 2          | 11,3 % | 1                  |            |
| Warnitz verbindet                 | –                  | –          | 09,3 % | 1                  |            |
| Wir für Oberuckersee              | –                  | –          | 05,9 % | 1                  |            |
| Einzelbewerber Christoph Berkholz | –                  | –          | 04,6 % | 1                  |            |
| Einzelbewerberin Sylvia Schmidt   | –                  | –          | 03,0 % | –                  |            |
| CDU                               | 13,7 %             | 2          | –      | –                  |            |
| Die Linke                         | 10,1 %             | 1          | –      | –                  |            |
| Bauern-Ländlicher Raum            | 02,7 %             | –          | –      | –                  |            |
| Insgesamt                         | 100 %              | 12         | 100 %  | 10                 |            |

Bei der Wahl 2024 entsprach der Stimmenanteil des Einzelbewerbers Daniel Ruff zwei Sitzen. Er kandidierte sowohl als Gemeindevertreter als auch als Bürgermeister. Da er die Wahl zum Bürgermeister annahm, bleiben diese beiden Sitze in der Gemeindevertretung unbesetzt.

### Bürgermeister
- 2003–2014: Peter Feike[14]
- 2014–2024: Roswitha Müller[15]
- seit 2024: Daniel Ruff

Müller wurde in der Bürgermeisterwahl am 26. Mai 2019 mit 50,8 % der gültigen Stimmen wiedergewählt.
Ruff wurde in der Bürgermeisterstichwahlwahl am 30. Juni 2024 mit 71,2 % der gültigen Stimmen zu ihrem Nachfolger gewählt. Seine Amtszeit beträgt fünf Jahre.

## Sehenswürdigkeiten
In der Liste der Baudenkmale in Oberuckersee stehen die in der Denkmalliste des Landes Brandenburg eingetragenen Baudenkmale.
- Die Dorfkirche Melzow entstand im 13. Jahrhundert. Sie ist ein rechteckiger Feldsteinbau mit verbrettertem westlichem Dachturm aus dem 18. Jahrhundert. In Innenraum steht ein hölzernes Altarretabel aus dem 16. Jahrhundert.
- Die Dorfkirche Seehausen ist eine Fachwerkkirche aus dem Jahr 1753. Im Innenraum steht unter anderem ein dreigeschossiges Altarretabel aus dem ersten Viertel des 17. Jahrhunderts, das aus einem Vorgängerbau stammt.

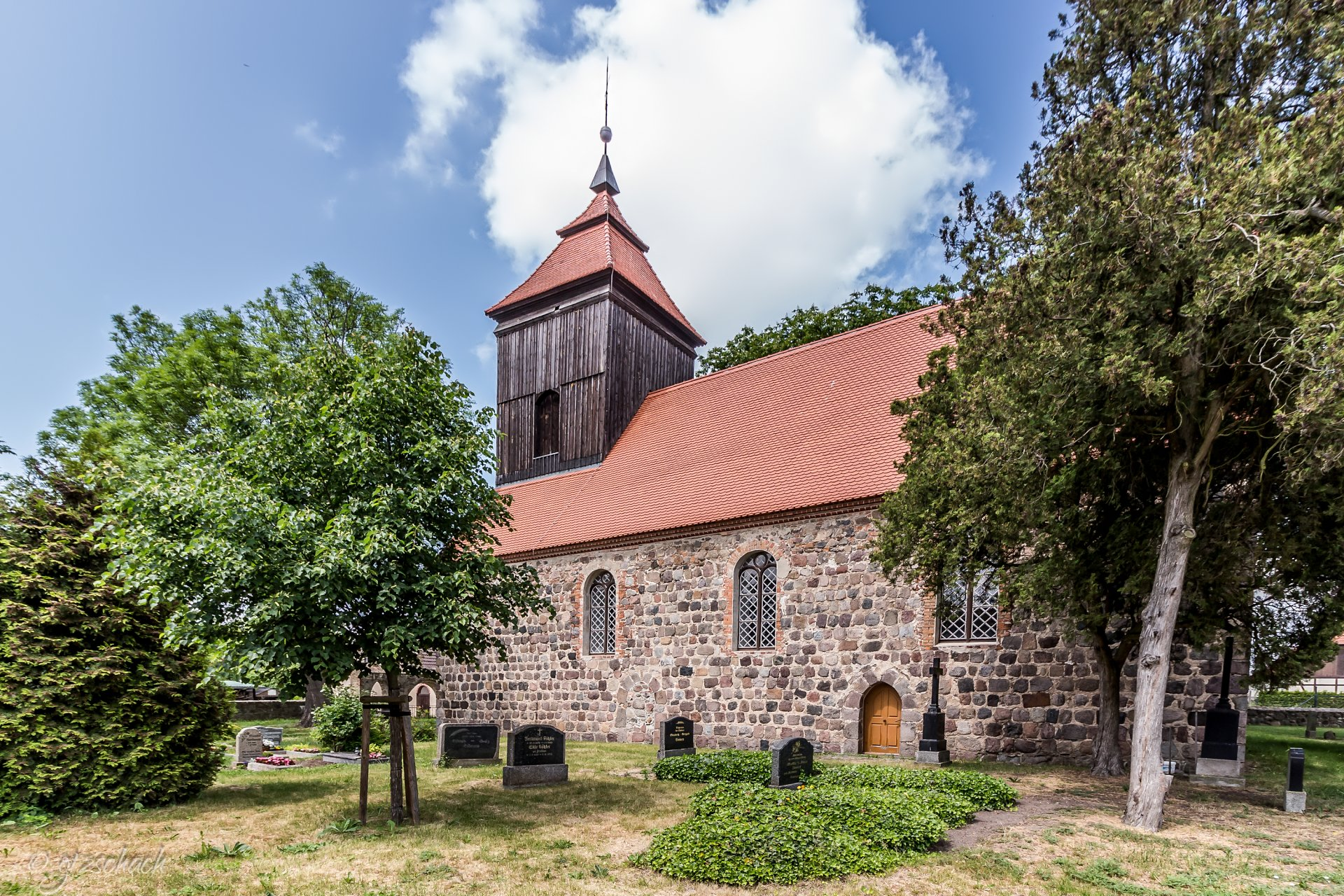
Kirche in Melzow
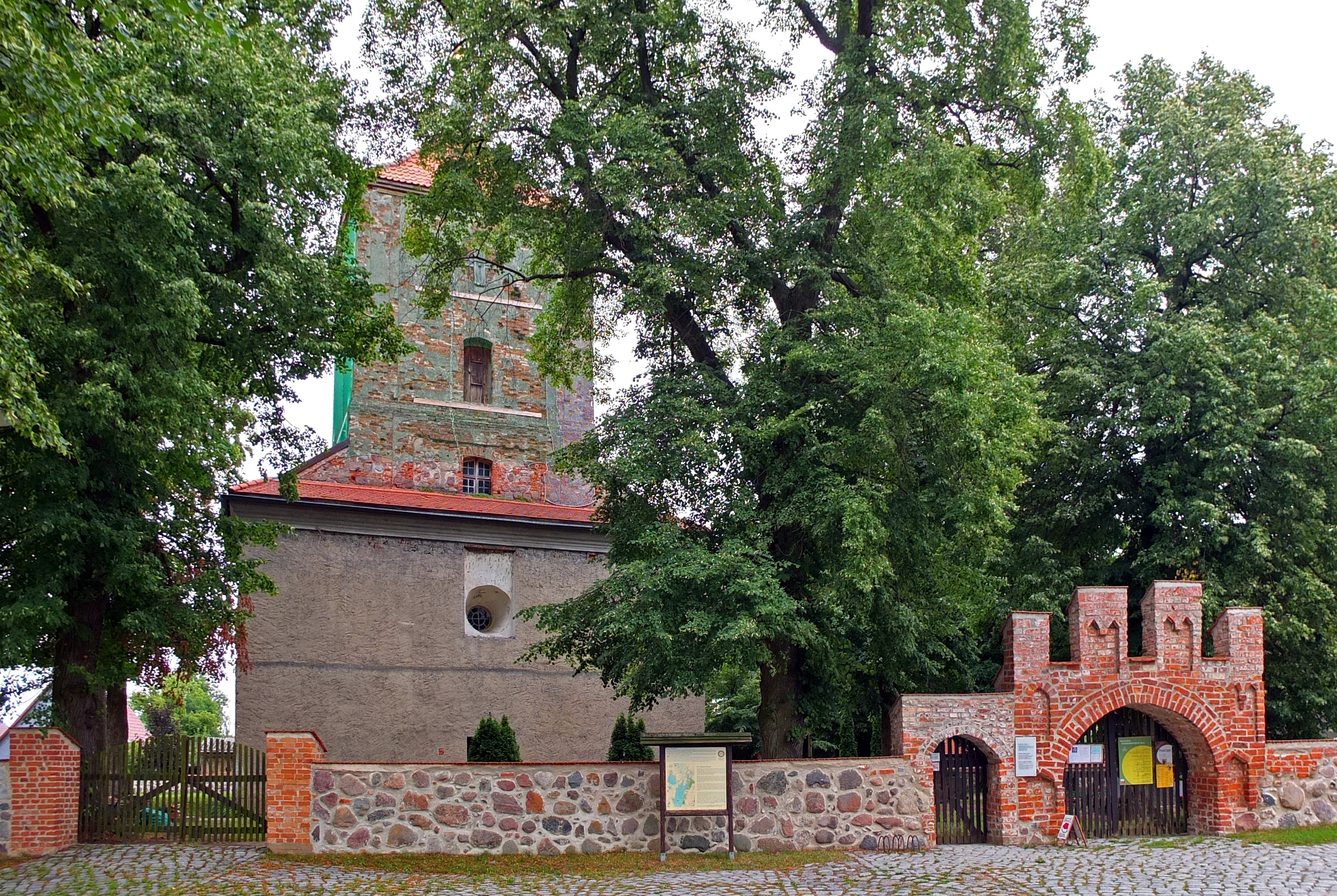
Kirche in Potzlow
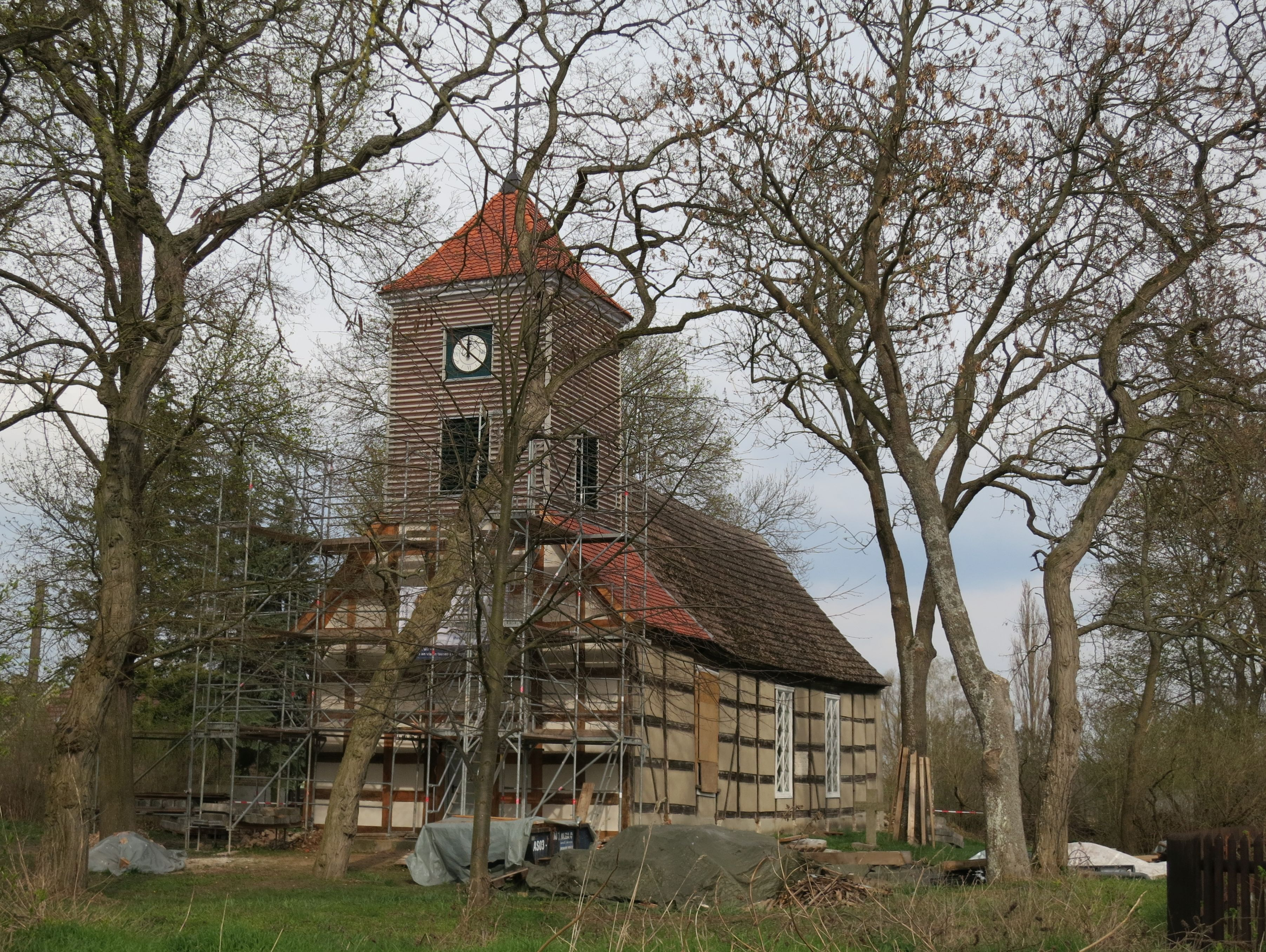
Kirche in Seehausen
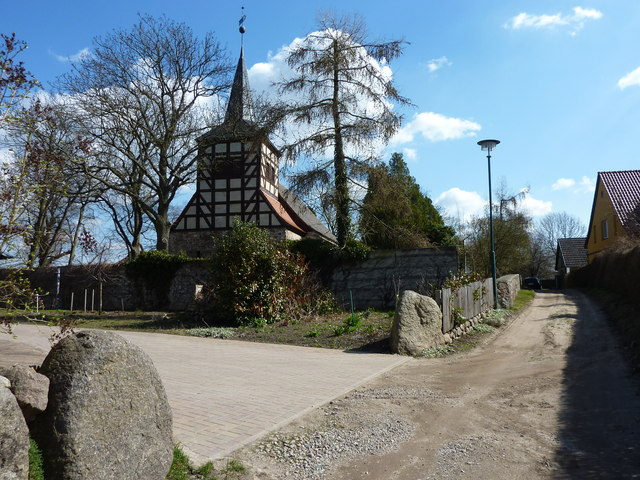
Kirche in Warnitz

## Verkehr

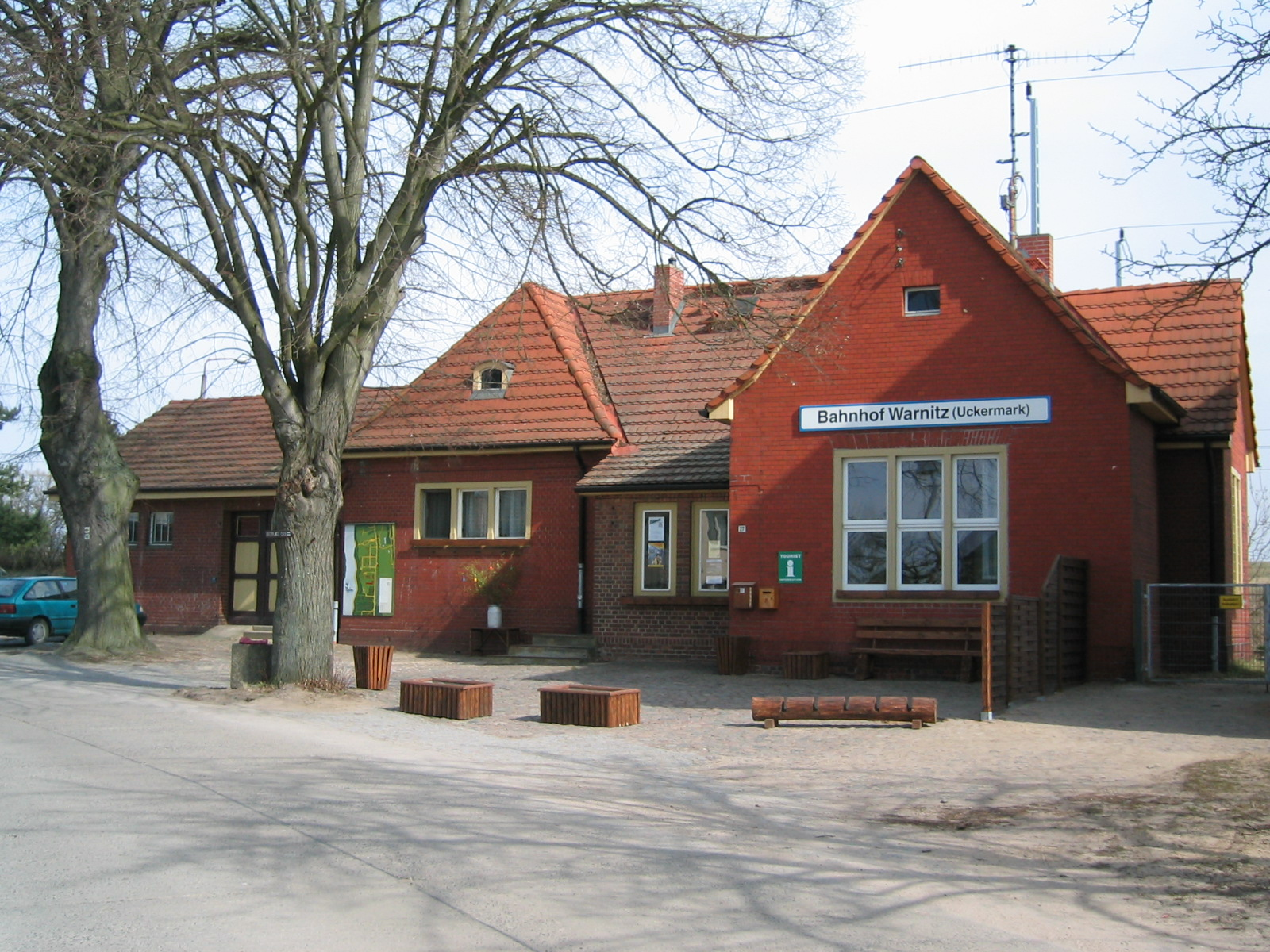
Haltepunkt Warnitz

Die Kreisstraßen K 7315 und K 7318 verbinden die Ortsteile miteinander. Die Autobahnanschlussstelle Warnitz an der A 11 Berlin–Stettin liegt im Gemeindegebiet.
Die Haltepunkte Seehausen (Uckerm) und Warnitz (Uckerm) liegen an der Bahnstrecke Angermünde–Stralsund und werden von der Regionalexpresslinie RE 3 Stralsund–Berlin–Falkenberg (Elster) und der Regionalbahnlinie RB 62 Prenzlau–Angermünde bedient. Der ehemalige Haltepunkt Quast wird seit 1995 von den Zügen ohne Halt passiert.